# لين غرين (لاعبة كريكت)
لين غرين (1963 - ) (بالإنجليزية: Lynne Green)‏ هي لاعبة كريكت بريطانية.

## وصلات خارجية
- لين غرين على موقع إي آس بي آن كريك إنفو (الإنجليزية)